# HAL HTT-40
HAL HTT-40 – prototypowy samolot szkolenia podstawowego, przeznaczony dla Indyjskich Sił Powietrznych, zaprojektowany i wybudowany w Hindustan Aeronautics Limited.

## Historia
Program budowy nowego szkolnego samolotu turbośmigłowego rozpoczął się w 2011 roku jako własna inicjatywa wytwórni Hindustan Aeronautics Limited (HAL). HTT-40 miał zastąpić używane do szkolenia podstawowego w indyjskim lotnictwie wojskowym samoloty HAL HPT-32 Deepak. Projekt nie spotkał się początkowo z entuzjazmem ze strony rodzimych sił powietrznych, które zamierzały do tej roli przeznaczyć samoloty Pilatus PC-7, zamówione w 2012 roku. Niestety zamówione 75 PC-7 nie zaspokoiło w pełni potrzeb lotnictwa a kolejne szwajcarskich maszyn stanęło pod znakiem zapytania z powodu afery korupcyjnej. Tym samym indyjskie siły powietrzne wyraziły zainteresowanie HTT-40. Siły powietrzne zamierzały początkowo nabyć 108 nowych samolotów, jednak gdy program jego budowy z powodu problemów technicznych zanotował blisko pięcioletnie opóźnienie, zamówienie zredukowano do 68 maszyn. Redukcja zmusiła wojsko do zakupu większej liczby samolotów Pilatus PC-7. W konsekwencji w 2014 roku wstrzymano rządowe dotacje finansujące program budowy HTT-40. Tym samym dalsze prace wytwórnia Hindustan Aeronautics Limited finansowała ze środków własnych. 2 lutego 2016 roku uroczyście zaprezentowano ukończony, pierwszy prototyp maszyny. 31 maja tego samego roku wzbił się on po raz pierwszy w powietrze, startując z fabrycznego lotniska HAL w Bengaluru. Lot trwał 30 minut i według pilota, samolot zachowywał się zgodnie z oczekiwaniami. 19 maja 2017 roku w powietrze wzbił się drugi samolot prototypowy.
W lutym 2021 roku rozpoczęto negocjację w sprawie zakupu 70 maszyn HTT-40 dla rodzimych sił powietrznych. Niemal dwa lata później, 7 marca 2023 roku podpisano umowę pomiędzy indyjskim Ministerstwem Obrony a HAL, w jej ramach, zakupiono 70 samolotów HTT-40 wraz z wyposażeniem naziemnym, symulatorem i pakietem pomocy w wyszkoleniu personelu.